# (117387) Javiercerna
(117387) Javiercerna est un astéroïde de la ceinture principale.

## Description
(117387) Javiercerna est un astéroïde de la ceinture principale. Il fut découvert le 18 décembre 2004 à Mont Lemmon par Mount Lemmon Survey. Il présente une orbite caractérisée par un demi-grand axe de 2,63 UA, une excentricité de 0,19 et une inclinaison de 10,3° par rapport à l'écliptique.